# Ratpenat de ferradura de Blasius
El ratpenat de ferradura de Blasius (Rhinolophus blasii>) és una espècie de ratpenat de la família dels rinolòfids. Viu a l'Afganistan, Albània, Algèria, Armènia, Àustria, l'Azerbaidjan, Bòsnia i Hercegovina, Botswana, Bulgària, República del Congo, República Democràtica del Congo, Croàcia, Xipre, Eritrea, Etiòpia, Grècia, l'Iran, Israel, Jordània, Líbia, Malawi, Montenegro, Marroc, Moçambic, Oman, el Pakistan, Territoris Palestins, Sèrbia, Somàlia, Sud-àfrica, Eswatini, República Àrab Siriana, Tanzània, Turquia, Turkmenistan, Iemen, Zàmbia i Zimbàbue. El seu hàbitat natural són en matolls i boscos, tot i que pot penetrar en l'hàbitat del desert. No hi ha cap amenaça significativa per a la supervivència d'aquesta espècie, tot i que està afectada per la pèrdua dels boscos mediterranis, la pertorbació i la pèrdua d'hàbitats subterranis, i la destrucció de llocs de descans.